# Moldeo por inyección de metales

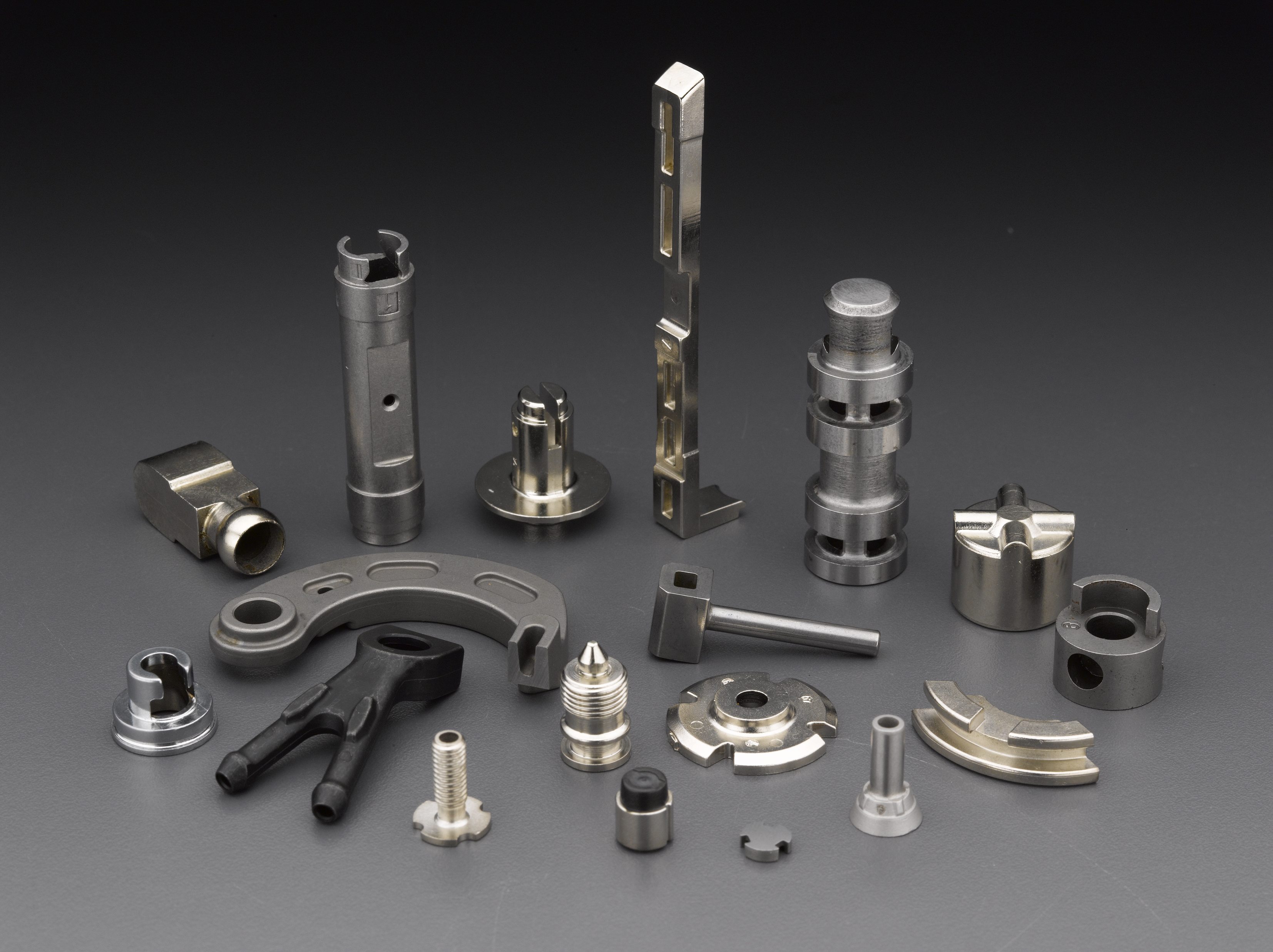
Piezas de metal producidas por moldeo por inyección.

El moldeo por inyección de metal (MIM) es un proceso de metalurgia en el que se mezcla metal finamente pulverizado con material aglutinante para crear una "materia prima" que luego se moldea y solidifica mediante moldeo por inyección . El proceso de moldeo permite fabricar piezas complejas de gran volumen en un solo paso. Después del moldeado, la pieza se somete a operaciones de acondicionamiento para eliminar el aglomerante y densificar los polvos. Los productos terminados son pequeños componentes que se utilizan en muchas industrias y aplicaciones.

Debido a las limitaciones del equipo actual, los productos deben moldearse usando cantidades menores de 100 gramos por "disparo" en el molde. Esta inyección se puede distribuir en múltiples cavidades, lo que hace que MIM sea rentable para productos pequeños, complejos y de gran volumen, que de otro modo serían costosos de producir. La materia prima de MIM puede estar compuesta por una gran cantidad de metales, pero los más comunes son los aceros inoxidables. 

## Proceso

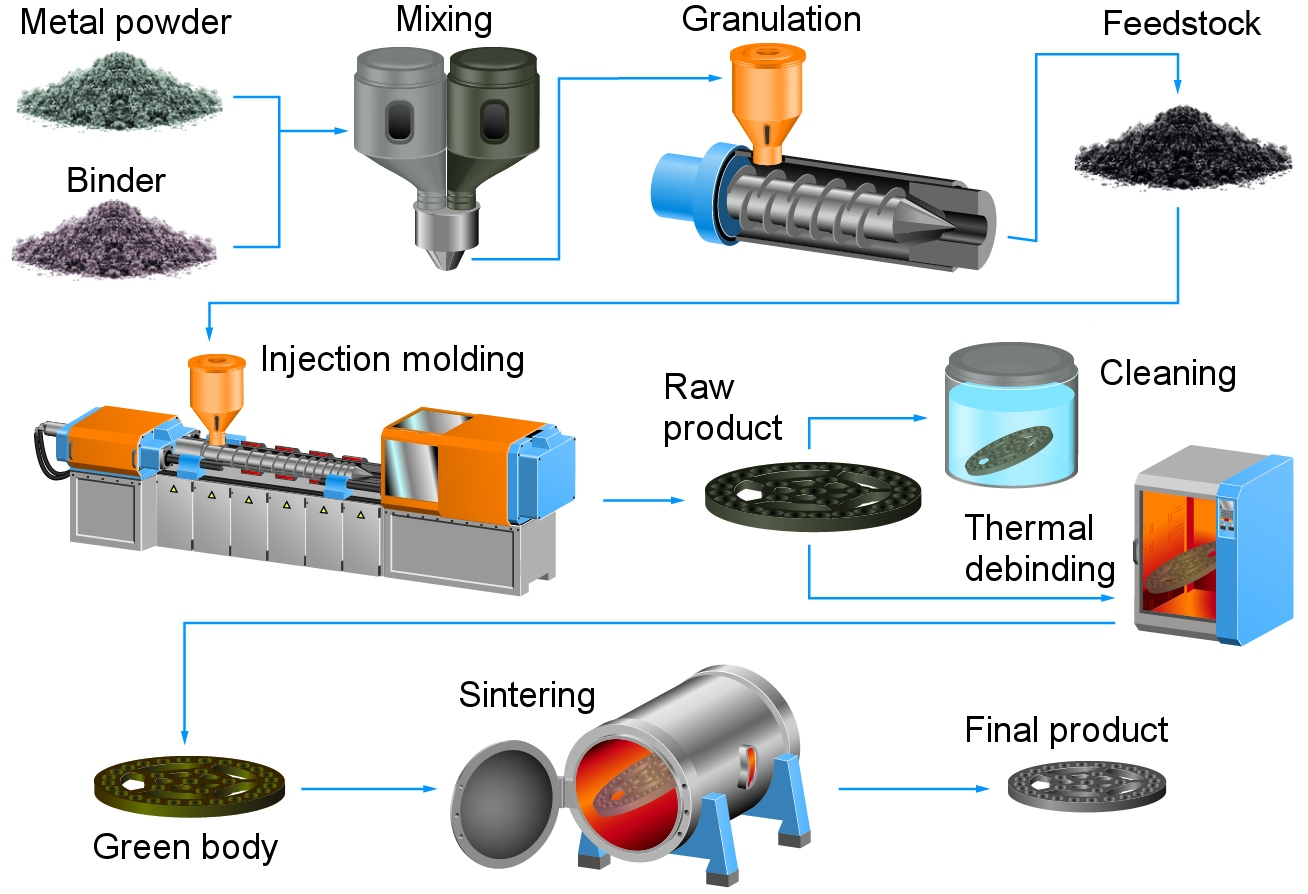
El proceso de moldeo por inyección de polvo

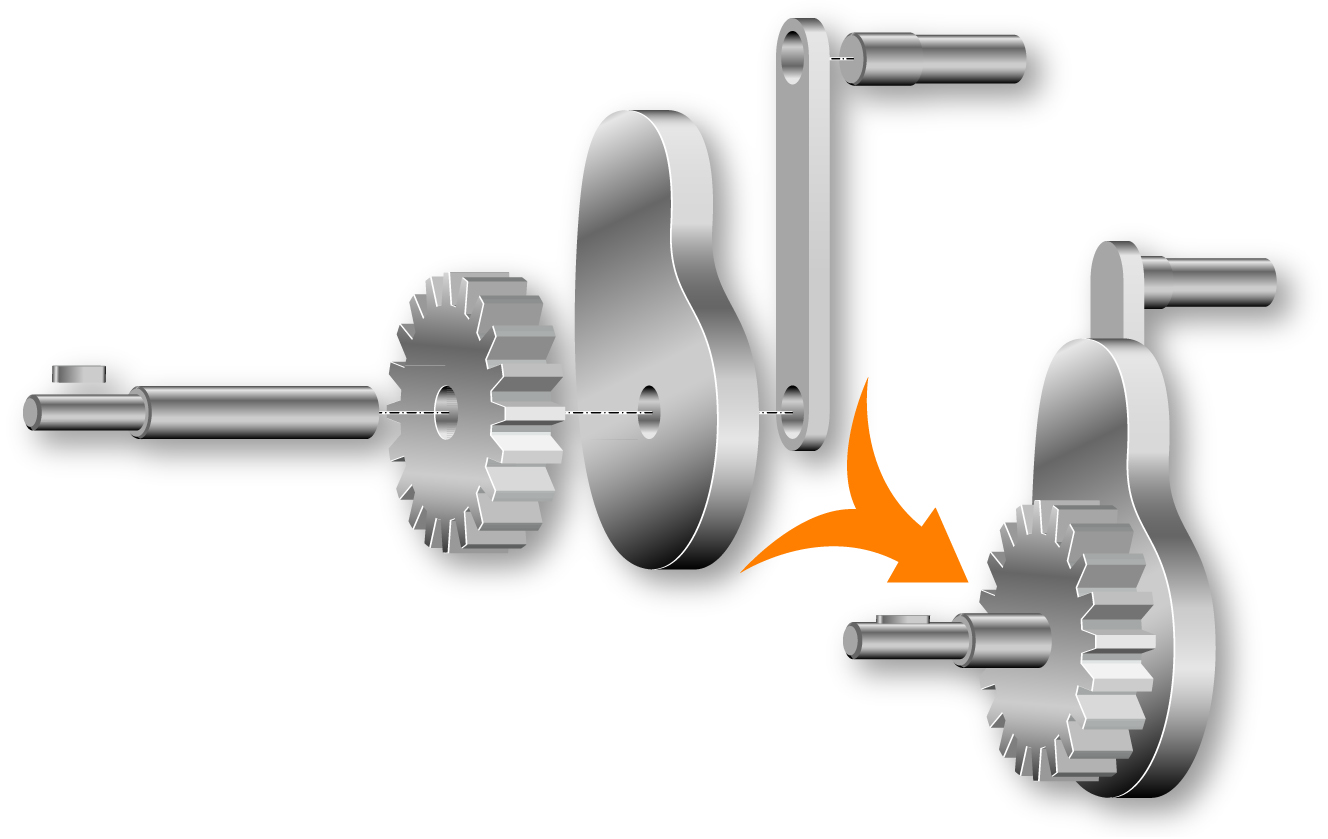
Geometría compleja en un componente en lugar de un conjunto de muchos elementos

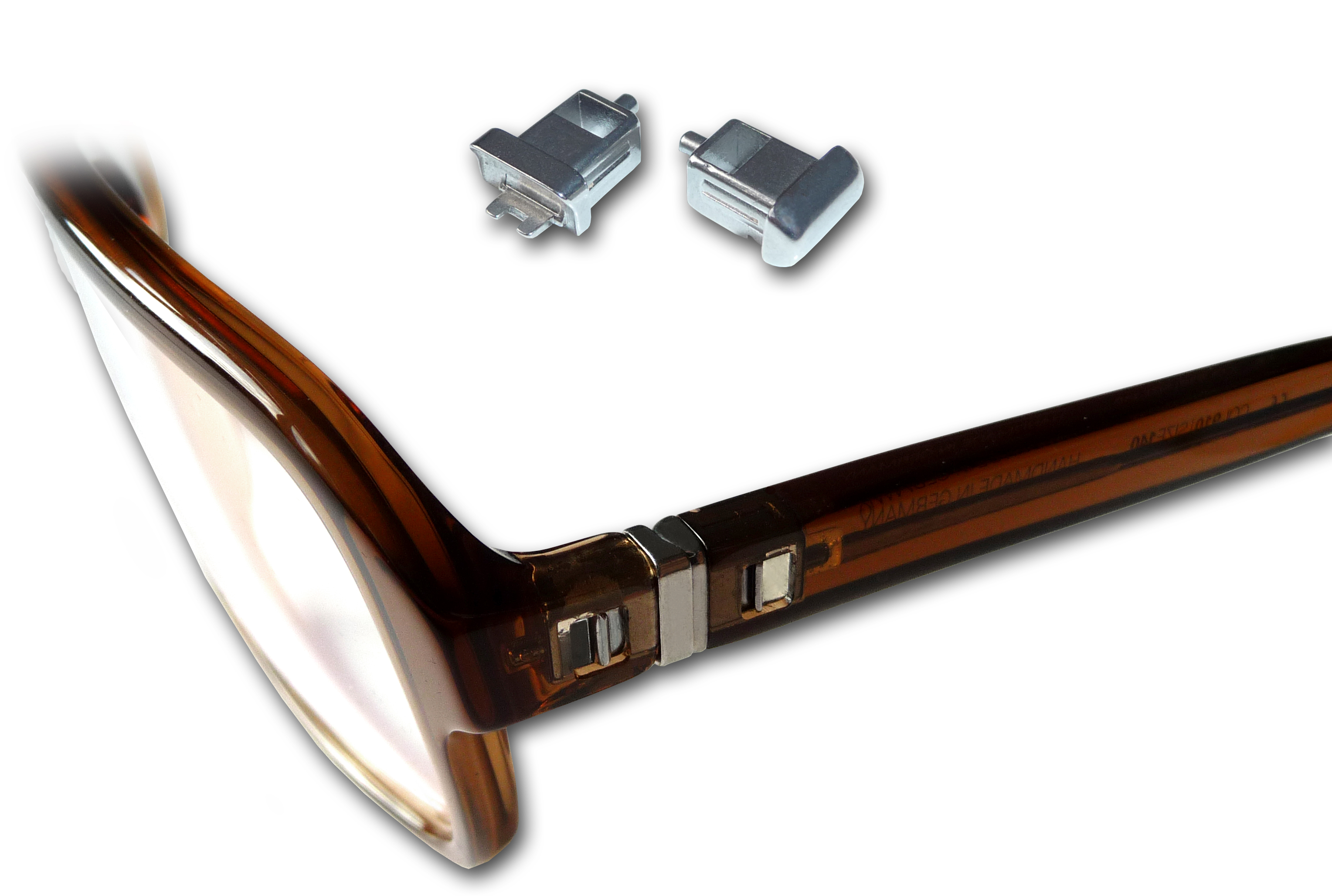
Componentes de anteojos producidos por moldeo por inyección de polvo

En un artículo publicado por PO Gribovsky, en 1956, describe en detalle la tecnología de fundición en caliente (moldeo en caliente) de productos cerámicos bajo presión (ahora, moldeo por inyección de polvo a baja presión) y, en particular, señala que "la tecnología de fundición en caliente proporciona la capacidad de fabricar productos a partir de cualquier material sólido, desde minerales naturales, óxidos puros, carburos, metales, etc., hasta materiales sintéticos compuestos multicomponentes y sus combinaciones”. Esta indicación de la posibilidad de MIM-casting, que fue implementada por el Dr. Raymond E. Wiech Jr. en la década de 1970, quien refinó la tecnología MIM como cofundador de una empresa de California llamada Parmatech, cuyo nombre se condensa de la frase "partícula tecnología de materiales". Más tarde, Wiech patentó su proceso y fue ampliamente adoptado para su uso en fabricación en la década de 1980.
El moldeo por inyección de metales ganó reconocimiento a lo largo de la década de 1990 a medida que las mejoras en los procesos de acondicionamiento posteriores dieron como resultado un producto final que funciona de manera similar o mejor que los fabricados a través de procesos de la competencia. La tecnología MIM mejoró la eficiencia de costos a través de la producción de alto volumen a "forma neta", anulando costosas operaciones adicionales como el mecanizado, corte, etc. aunque MIM es débil en términos de especificaciones dimensionales estrictas.
Los pasos del proceso implican la combinación de polvos metálicos con polímeros como cera y aglutinantes de polipropileno para producir la mezcla de "materia prima" que se inyecta como líquido en un molde utilizando máquinas de moldeo por inyección de plástico. La pieza moldeada o "verde" se enfría y se expulsa del molde. A continuación, se elimina una parte del material aglutinante utilizando disolventes, hornos térmicos, procesos catalíticos o una combinación de métodos. La parte resultante, frágil y porosa (40% en volumen de "aire"), se encuentra en una condición denominada etapa "marrón". Para mejorar la manipulación, a menudo el desaglomerado y la sinterización se combinan en un solo proceso. La sinterización calienta el polvo a temperaturas cercanas al punto de fusión en un horno con atmósfera protectora para densificar las partículas usando fuerzas capilares en un proceso llamado sinterización. Las piezas MIM a menudo se sinterizan a temperaturas lo suficientemente altas como para inducir una fusión parcial en un proceso denominado sinterización en fase líquida. Las tasas de difusión son altas, lo que conduce a una alta contracción y densificación. Si se realiza en vacío, es común alcanzar una densidad sólida de 96 a 99%. El metal del producto final tiene propiedades mecánicas y físicas comparables con las piezas recocidas hechas con métodos clásicos de trabajo de metales. Los tratamientos térmicos posteriores a la sinterización para MIM son los mismos que con otras rutas de fabricación, y con alta densidad, el componente MIM es compatible con los tratamientos de acondicionamiento de metales, como el revestimiento, la pasivación, el recocido, la cementación, la nitruración y el endurecimiento por precipitación.

## Aplicaciones
La ventana de ventaja económica en las piezas moldeadas por inyección de metal radica en la complejidad y el volumen de las piezas de tamaño pequeño. Los materiales MIM son comparables al metal formado por métodos de la competencia, y los productos finales se utilizan en una amplia gama de aplicaciones industriales, comerciales, médicas, dentales, de armas de fuego, aeroespaciales y automotrices . Las tolerancias dimensionales de ±0,3 % son comunes y se requiere mecanizado para tolerancias más estrechas. MIM puede producir partes donde es difícil, o incluso imposible, fabricar eficientemente un artículo a través de otros medios de fabricación. Idealmente, al menos 75 especificaciones dimensionales en un componente de solo 25 Lo mejor es un tamaño máximo de mm y una masa de 10 g, como se requiere, por ejemplo, para cajas de relojes, enchufes de teléfonos celulares y bisagras de computadoras portátiles. Los mayores costos de los métodos de fabricación tradicionales inherentes a la complejidad de las piezas, como las roscas internas/externas, la miniaturización o el marcado de identidad, normalmente no aumentan el costo en una operación MIM debido a la flexibilidad del moldeo por inyección.
Otras capacidades de diseño que se pueden implementar en la operación MIM incluyen códigos de producto, números de pieza o sellos de fecha; piezas fabricadas a su peso neto reduciendo el desperdicio de material y el costo; Densidad controlada dentro del 95–98%; Fusión de piezas y Geometrías 3D Complejas.
La capacidad de combinar varias operaciones en un solo proceso garantiza que MIM logre ahorrar tiempos de entrega y costos, lo que brinda beneficios significativos a los fabricantes. El proceso de moldeo por inyección de metal podría ser una tecnología ecológica debido a la reducción significativa del desperdicio en comparación con los métodos de fabricación "tradicionales", como el mecanizado CNC de 5 ejes. Sin embargo, algunas de las operaciones más antiguas generan emisiones tóxicas como formaldehído, eliminan solventes clorados y deben quemar cera u otros polímeros, lo que genera emisiones de gases de efecto invernadero.
Hay una amplia gama de materiales disponibles cuando se utiliza el proceso MIM. Los procesos metalúrgicos tradicionales a menudo implican una cantidad significativa de desperdicio de material, lo que convierte a MIM en una opción altamente eficiente para la fabricación de componentes complejos que consisten en aleaciones costosas/especiales ( cobalto-cromo, acero inoxidable 17-4 PH, aleaciones de titanio y carburos de tungsteno ). MIM es una opción viable cuando se requieren especificaciones de paredes extremadamente delgadas (es decir, 100 micrómetros). Además, los requisitos de protección contra interferencias electromagnéticas han presentado desafíos únicos, que se están logrando con éxito mediante la utilización de aleaciones especiales ( ASTM A753 Tipo 4).

## Ventajas
- Permite la libertad de fabricar formas complicadas cuyo costo sería considerado prohibitivo por otros métodos.
- Prevé la fabricación de piezas de tamaño micro en grandes volúmenes.
- Logra características de forma neta como roscas internas y externas, orificios perfilados y texturas superficiales finamente detalladas, moleteados, grabados y marcas.

## Desventajas
Aunque MIM tiene muchas ventajas, también tiene desventajas:
- Mayor costo inicial: Se requiere una alta inversión inicial debido a los costos de fabricación de herramientas.
- Limitación de Tamaño: MIM es muy bueno para piezas más pequeñas pero no es adecuado para la fabricación de piezas de más de 20cm.
- Cantidad: MIM solo es adecuado para tiradas de gran cantidad.

## enlaces externos
- El proceso MIM Archivado el 28 de mayo de 2013 en Wayback Machine.
- ¿Qué es MIM?
- Nuevos avances en moldeo por inyección de metal Archivado el 23 de diciembre de 2021 en Wayback Machine.

- Datos: Q1367385